# Janez Brajkovič
Janez Brajkovič (ur. 18 grudnia 1983 w Novo mesto) – słoweński kolarz szosowy, były zawodnik należących do dywizji UCI WorldTeams drużyn takich jak Astana Pro Team, czy Bahrain-Merida. Mistrz świata juniorów (U23) w wyścigu indywidualnym na czas (2004).
Wśród zawodowców startuje od 2005. Największe sukcesy zawodnika to mistrzostwo świata juniorów w wyścigu indywidualnym na czas w 2004 oraz zwycięstwo w zaliczanym do cyklu UCI World Tour wieloetapowym wyścigu Critérium du Dauphiné w 2010.

## Najważniejsze osiągnięcia
2004
- 1. miejsce w mistrzostwach świata (do lat 23, jazda ind. na czas)

2006
- 5. miejsce w Tour de Suisse
- 5. miejsce w Volta a Catalunya

2007
- 1. miejsce w Tour de Georgia
- 5. miejsce w Tirreno-Adriático

2008
- 2. miejsce w Giro di Lombardia
- 3. miejsce w Deutschland Tour

2009
- 1. miejsce w mistrzostwach Słowenii (jazda ind. na czas)
- 2. miejsce w Giro del Trentino

2010
- 1. miejsce w Critérium du Dauphiné
  - 1. miejsce na 3. etapie
- 5. miejsce w Tour de Romandie

2011
- 1. miejsce w mistrzostwach Słowenii (jazda ind. na czas)
- 3. miejsce w Tour of Utah
- 7. miejsce w Paryż-Nicea
- 7. miejsce w Tour de Romandie

2012
- 1. miejsce w Tour de Slovénie
- 1. miejsce na 3. etapie Volta a Catalunya
- 7 .miejsce w Critérium du Dauphiné
- 9. miejsce w Tour de France

2014
- 3. miejsce w Vuelta a Burgos